# Parafia Narodzenia Najświętszej Maryi Panny w Ustianowej
Parafia Narodzenia Najświętszej Maryi Panny w Ustjanowej – parafia rzymskokatolicka należąca do dekanatu Ustrzyki Dolne, w archidiecezji przemyskiej.
Drewniany kościół w Ustjanowej Górnej, który obecnie pełni funkcję kościoła parafialnego, został wzniesiony w 1792 roku w stylu łemkowskim. Jest on wpisany na listę zabytków. Stanowi ważny element Podkarpackiego Szlaku Architektury Drewnianej.

## Historia
Wieś została lokowana przed 1531 rokiem na prawie wołoskim. Od lat 50. XX wieku mieszkańcy starali się o przejęcie dawnej cerkwi. 
W 1971 roku dekretem bpa Ignacego Tokarczuka została erygowana parafia, z wydzielonego terytorium parafii Ustrzyki Dolne. Cerkiew została zaadaptowana na kościół parafialny, który w latach 1973–1974 został wyremontowany.
Na terenie parafii jest 1 543 wiernych (w tym: Ustjanowa Górna – 650, Równia – 451, Ustjanowa Dolna – 264, Ustrzyki Dolne ulice: Boczna Lotników, 1 maja, Przemysłowa, Wiejska – 178).
Proboszczowie parafii:
Proboszczami parafii byli m. in: ks. Józef Nowak (od 1978), ks. Jan Smoła.

## Kościoły filialne
- Równia – Najświętszej Maryi Panny Wspomożycielki Wiernych (od 1969).
- Ustjanowa Dolna – kościół pw. Miłosierdzia Bożego (zbudowany i poświęcony w 1996).

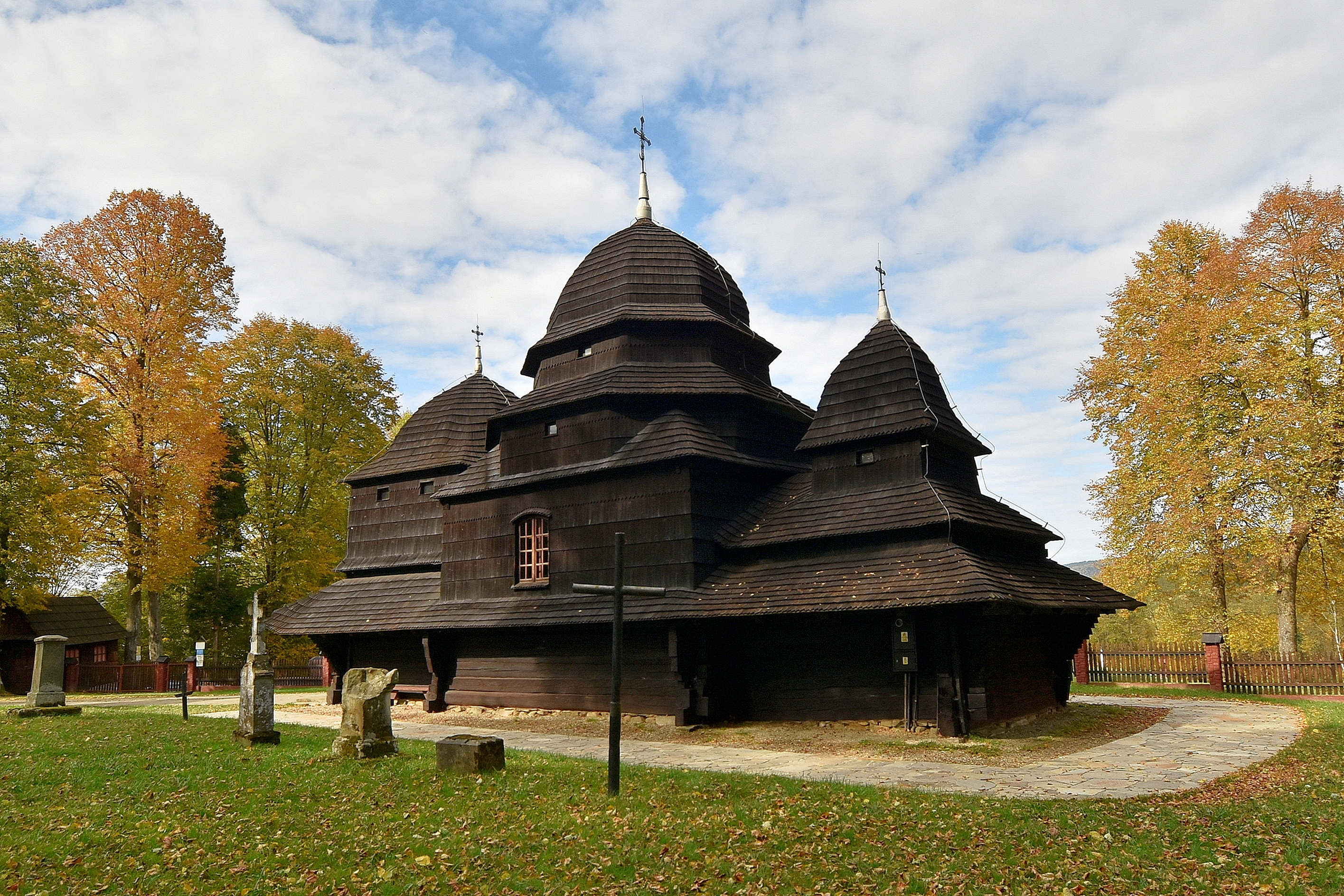
Kościół filialny w Równi
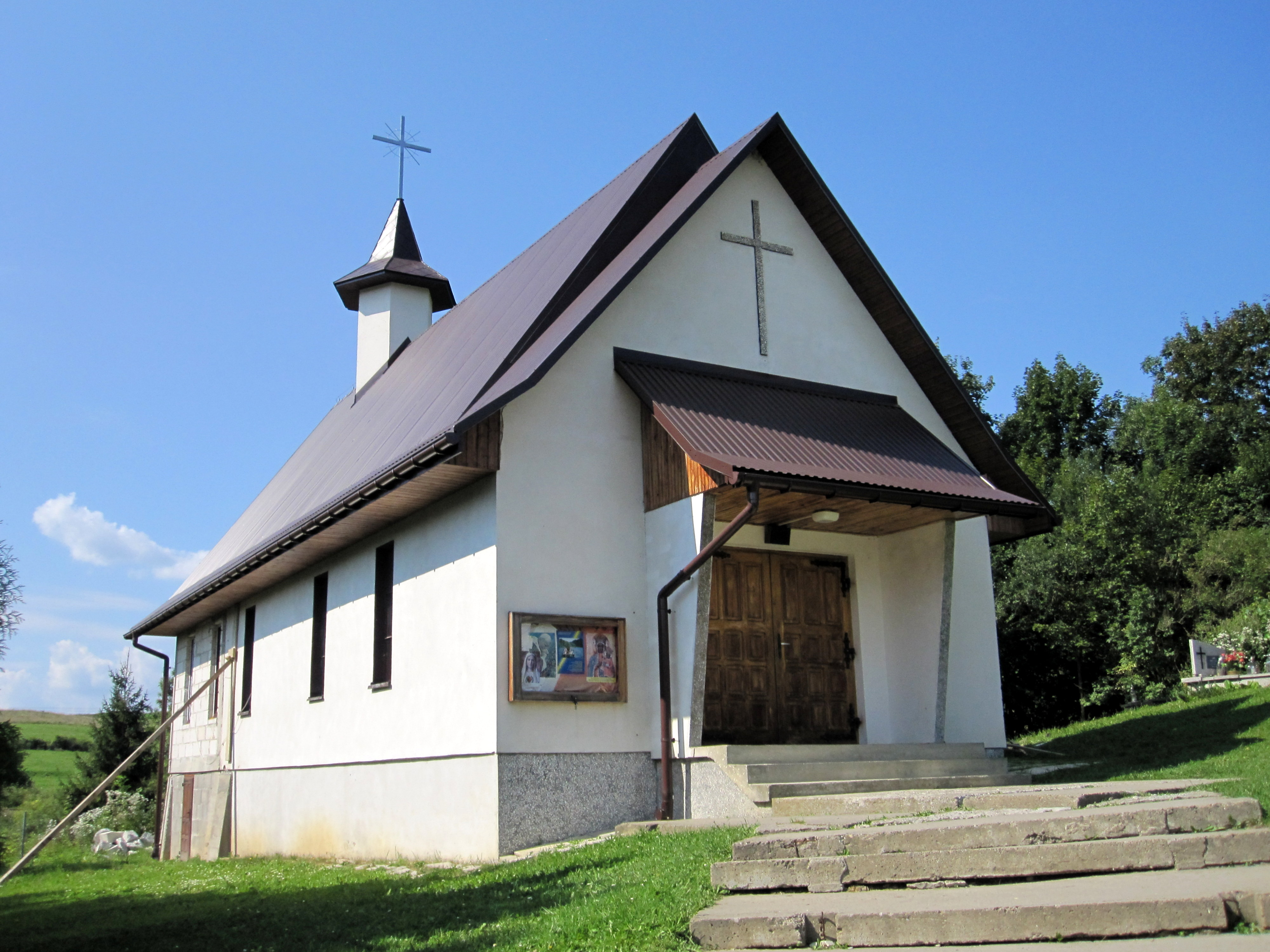
Kościół filialny w Ustjanowej Dolnej